# 假北紫堇
假北紫堇（学名：Corydalis pseudoimpatiens）为罂粟科紫堇属下的一个种。

## 扩展阅读
- 維基物種上的相關：假北紫堇